# Liste der Gedenktafeln in Berlin-Buch
Die Liste der Gedenktafeln in Berlin-Buch enthält die Namen, Standorte und, soweit bekannt, das Datum der Enthüllung von Gedenktafeln.
Die Liste ist nicht vollständig.

## Buch
| Bild | Name                                        | Standort                   | Datum der Enthüllung |
| ---- | ------------------------------------------- | -------------------------- | -------------------- |
|      | Käthe Beutler                               | Lindenberger Weg 80        |                      |
|      | Dieter Eich                                 | Walter-Friedrich-Straße 52 | 24. Mai 2022         |
|      | Friedrich Jung                              | Robert-Rössle-Straße 10    |                      |
|      | Kinder der Zwangsarbeiterinnen              | Hobrechtsfelder Chaussee   |                      |
|      | Kinder der Zwangsarbeiterinnen              | Hobrechtsfelder Chaussee   |                      |
|      | Hermann Joseph Muller                       | Robert-Rössle-Straße 10    |                      |
|      | Walter Schönebeck                           | Alt-Buch 37                |                      |
|      | Nikolai Wladimirowitsch Timofejew-Ressowski | Robert-Rössle-Straße 10    |                      |
|      | Adam Otto von Viereck                       | Wiltbergstraße 25          |                      |
|      | Cecilé und Oskar Vogt                       | Robert-Rössle-Straße 10    |                      |
|      | Zentralfriedhof Karow                       | Robert-Rössle-Straße 10    |                      |
|      | Zwangsarbeiter                              | Wiltbergstraße 37          |                      |
|      | Zwangssterilisation                         | Schwanebecker Chaussee 50  |                      |